# Utricularia delphinioides
Utricularia delphinioides este o specie de plante carnivore din genul Utricularia, familia Lentibulariaceae, ordinul Lamiales, descrisă de Thorel și François Pellegrin. Conform Catalogue of Life specia Utricularia delphinioides nu are subspecii cunoscute.